# Siwanoy
Siwanoy ou sinanoy foram um grupo de povos índigenas falantes do algonquiano, os wappani, que habitavam a região da atual cidade de Nova York. Na metade do século XVII, quando seu território já era disputado pelos interesses coloniais holandeses e ingleses, os siwanoy foram deslocados ao longo do rio East e do estuário de Long Island, entre Hell Gate e Norwalk, Connecticut, um território que incluía as partes orientais do que veio a se tornar o Bronx e o condado de Westchester, no estado de Nova York, e o sudoeste do condado de Fairfield, em Connecticut. Tornaram-se conhecidos pelo massacre que realizaram à vila de Anne Hutchinson, na baía de Pelham, durante a Guerra de Kieft, em 1643.

## História
Em 20 de agosto de 1643 um grupo de siwanoy, liderados pelo sachem Wampage, massacraram o assentamento dissidente de Anne Hutchinson, em Split Rock, como ato de vingança contra os massacres de refugiados wappani realizados no mês de fevereiro daquele ano pelo governador dos Novos Países Baixos, Willem Kieft, em Wecquaesgeek (atual Corlaer's Hook) e Pavonia. Hutchinson não havia tido qualquer culpa, porém, como milhares de índios e colonos, foi uma vítima das represálias sangrentas que caracterizaram o conflito de dois anos. O ataque dos siwanoy matou Hutchinson, seis de seus filhos, e nove outros colonos.
Em 27 de junho de 1654 Thomas Pell, um médico de Connecticut, obteve um título de propriedade, no próprio estado, que abrangia um extenso território siwanoy, após um tratado assinado com diversos sachems, incluindo Wampage. Este território incluiu as ilhas Pelham e partes do atual Bronx e da costa de Westchester. As autoridades dos Novos Países Baixos não reconheceram o título, no entanto, e acusou os habitantes da Nova Inglaterra de penetrar cada vez mais em território holandês. O golpe de Pell acabou sendo decisivo na história nova-iorquina, já que a força naval inglesa, destacada em 1664 para invasão e conquista de Nova Amsterdã, foi apoiada por uma milícia dos colonos de Pell, vinda da ilha de Minneford.